# فلامرسفلد
فلامرسفلد (به آلمانی: Flammersfeld) یک شهر در آلمان است که در راینلاند-فالتس واقع شده‌است.

## خصوصیات
فلامرسفلد ۱٬۱۲۶ نفر جمعیت دارد.